# آشپزی روسی

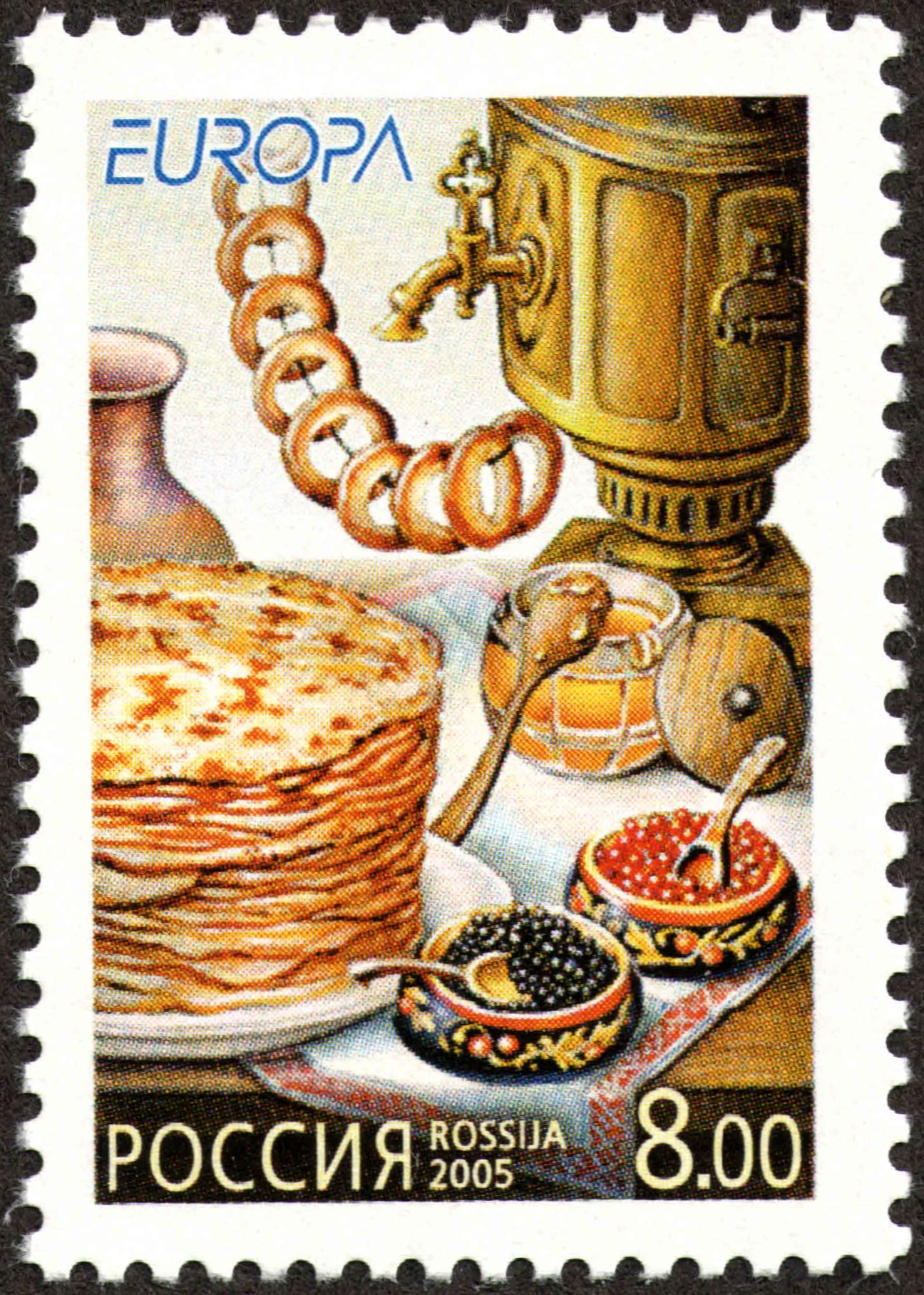
تمبر پستی روسی که به صورت نمادین غذاهای لذیذ که در روسیه ارائه می‌شود را نشان می‌دهد: بلینی، خاویار، بوبلیک، عسل، و چای روی سماور

آشپزی روسی (به انگلیسی: Russian cuisine)مجموعه ای از غذاهای مختلف و پخت و پزهای سنتی مردم روس و نیز فهرستی از محصولات آشپزی محبوب در روسیه است که اکثر نام‌های آنها از دوران شوروی سابق، در تمام محافل اجتماعی شناخته شده هستند.

## پیشینه

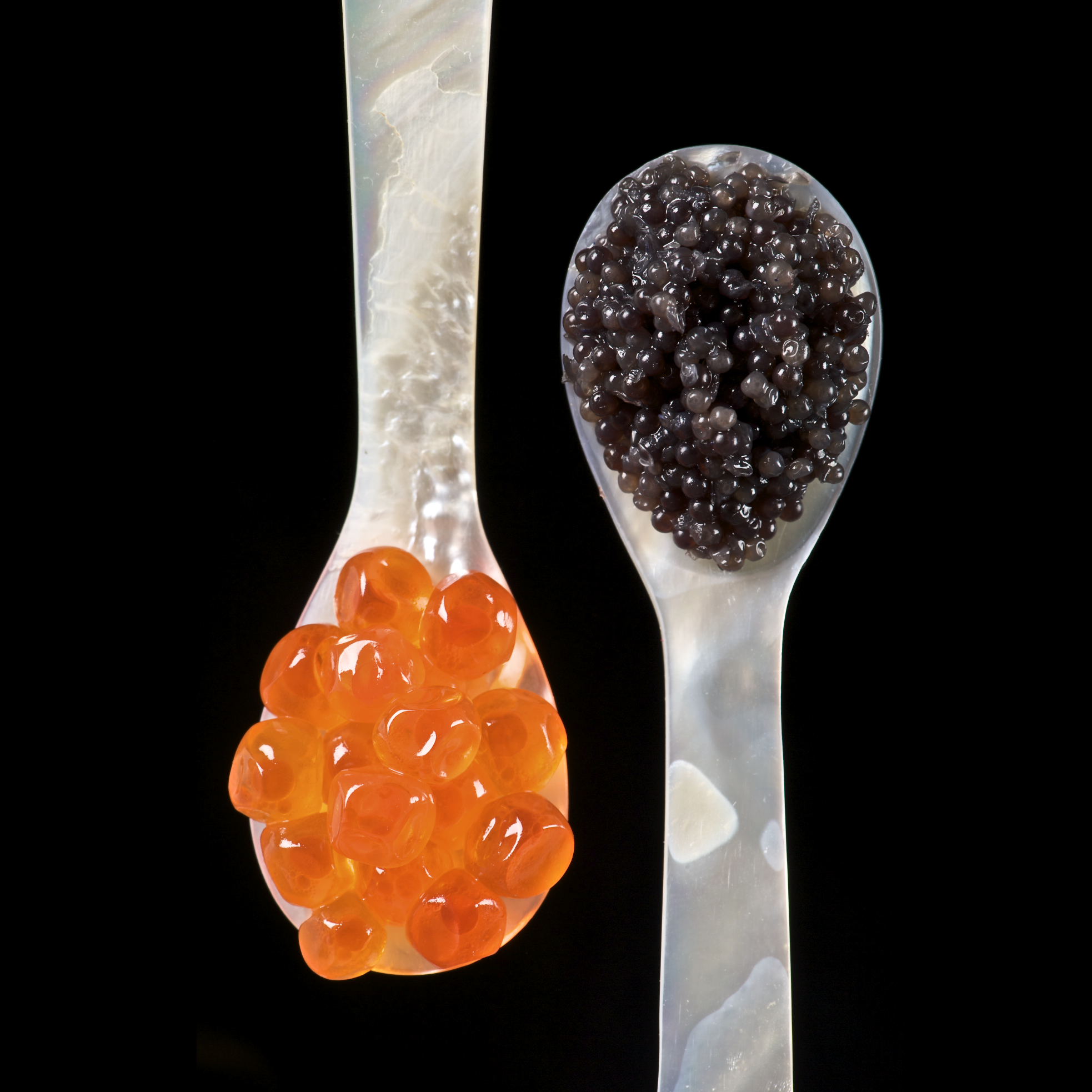
خاویار

پیشینه آشپزی روسی به چهار گروه تقسیم شده بود: آشپزی کهن روسی (قرن نهم تا شانزدهم)، آشپزی کهن مسکو (قرن هفدهم)، آشپزی که در دوران حکمرانی پتر و کاترین دوم (قرن هجدهم) وجود داشت، و در نهایت آشپزی پترزبورگ، که از اواخر قرن هجدهم تا دههٔ ۱۸۶۰ شکل گرفته بود. در دوران روسیه قدیم، گروه‌های اصلی غذایی از جمله نان، مقدار زیادی از دانه‌ها و تعداد زیادی از غذاهای حاوی نشاسته، بودند. زنها، پای‌ها را که درونشان پر از مواد غذایی مختلف، همچون قارچ و توت بود، می‌پختند. در دور همی‌ها همیشه یک قرص نان و نمک حاضر بود. کاشا از قبیل گندم سیاه، جو دوسر و همانند آنها، نشان دهنده رفاه خانواده بود. تعداد زیادی از روسها از عسل وتوت استفاده نموده و از آنها نان زنجبیلی درست می‌کردند، که تا به امروز دسری محبوب بین روس‌ها بوده‌است.